# Pushkin (ciudad)
Pushkin (del ruso: Пушкин) es una ciudad bajo la jurisdicción de San Petersburgo (Rusia), localizada a 24 kilómetros al sur de esta. Su población según el censo de 2002 es de 84.628 habitantes. El conjunto de palacios y parques de la ciudad de Pushkin, así como su centro histórico forman parte, con el código 540-006, del lugar Patrimonio de la Humanidad llamado «Centro histórico de San Petersburgo y conjuntos monumentales anexos».

## Historia
La ciudad se fundó en el siglo XVIII como la residencia estival de los zares de Rusia con el nombre de Tsárskoye Seló (Царское Село, Aldea real). Nicolás II de Rusia y su familia vivieron en el Palacio Aleksandr hasta que se traslaron a Tobolsk el 31 de julio de 1917.
En 1918, la ciudad adoptó el nombre de Détskoye Seló (Детское Село, Aldea de los niños). En 1937, el nombre cambió al actual Pushkin, para conmemorar el centenario de la trágica muerte del gran poeta ruso Aleksandr Pushkin, quien estudió allí entre 1811 y 1817.
Un dato destacable de esta ciudad es que fue la primera ciudad que contó con luz eléctrica del mundo.[cita requerida]

## Personalidades
- Nikolái Romanov, pintor (1957)

## Hermanamientos
- Puerto de la Cruz - Islas Canarias, España
- Tarragona - Cataluña, España

## Galería

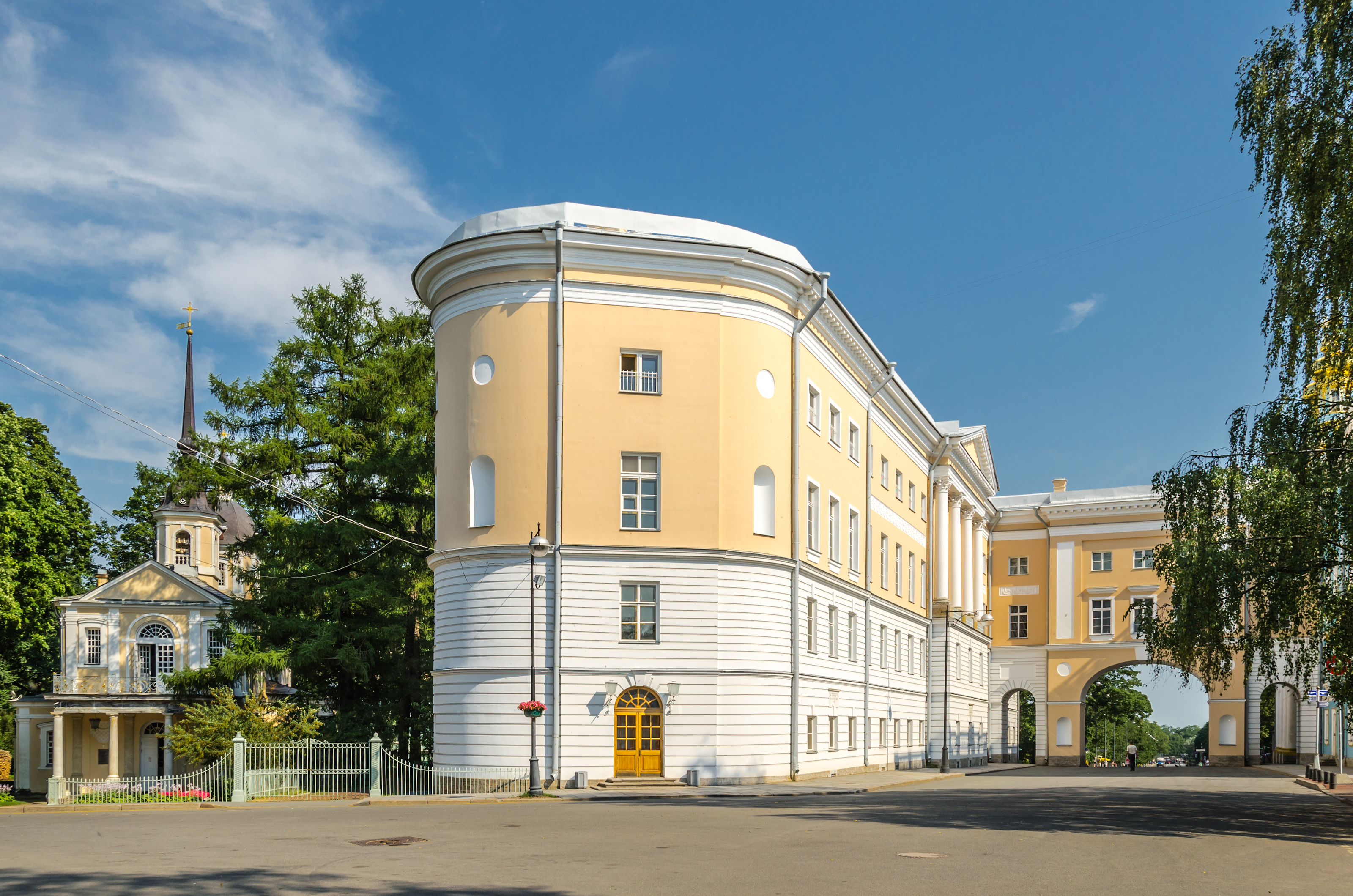
En el Liceo Imperial estudió Pushkin
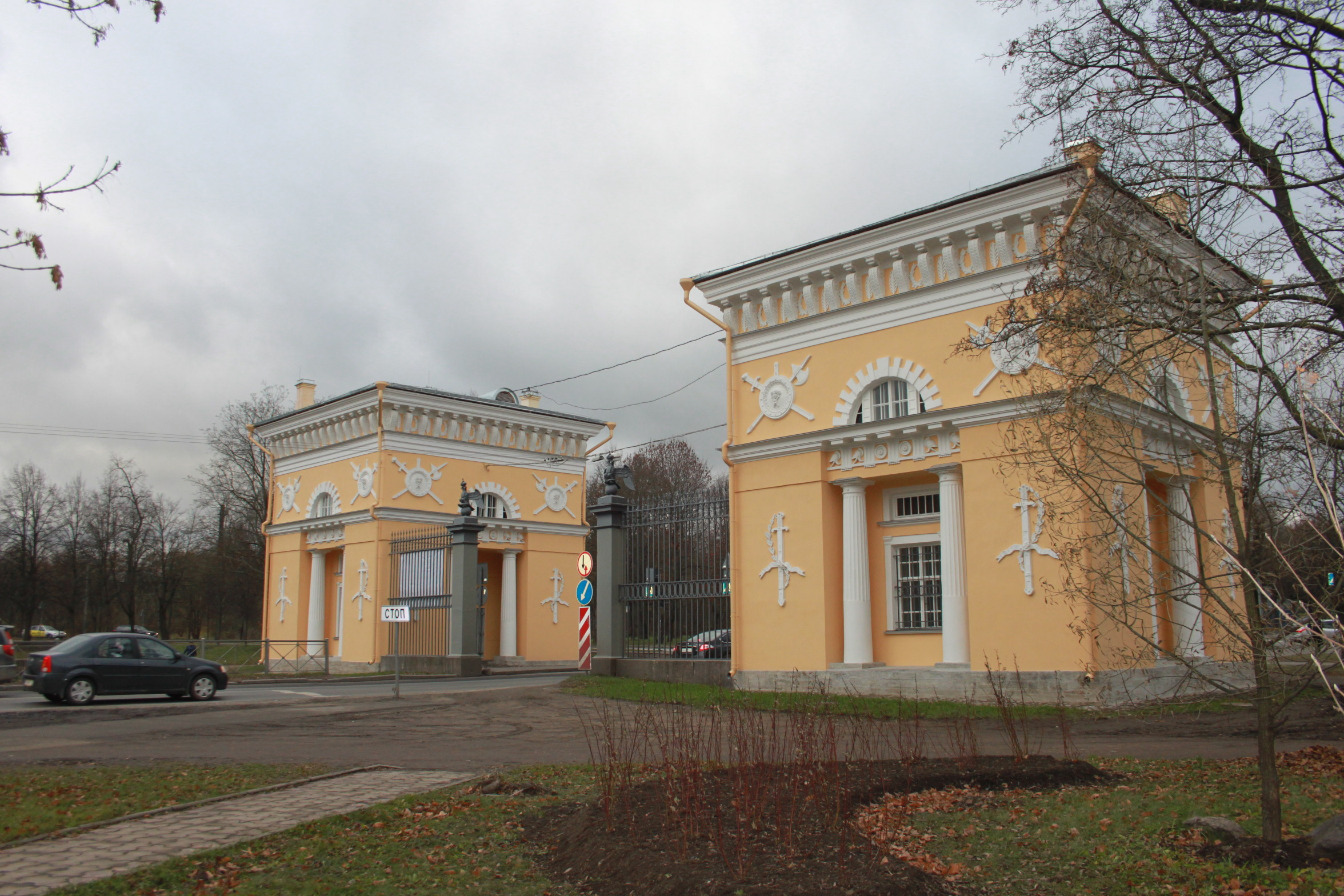
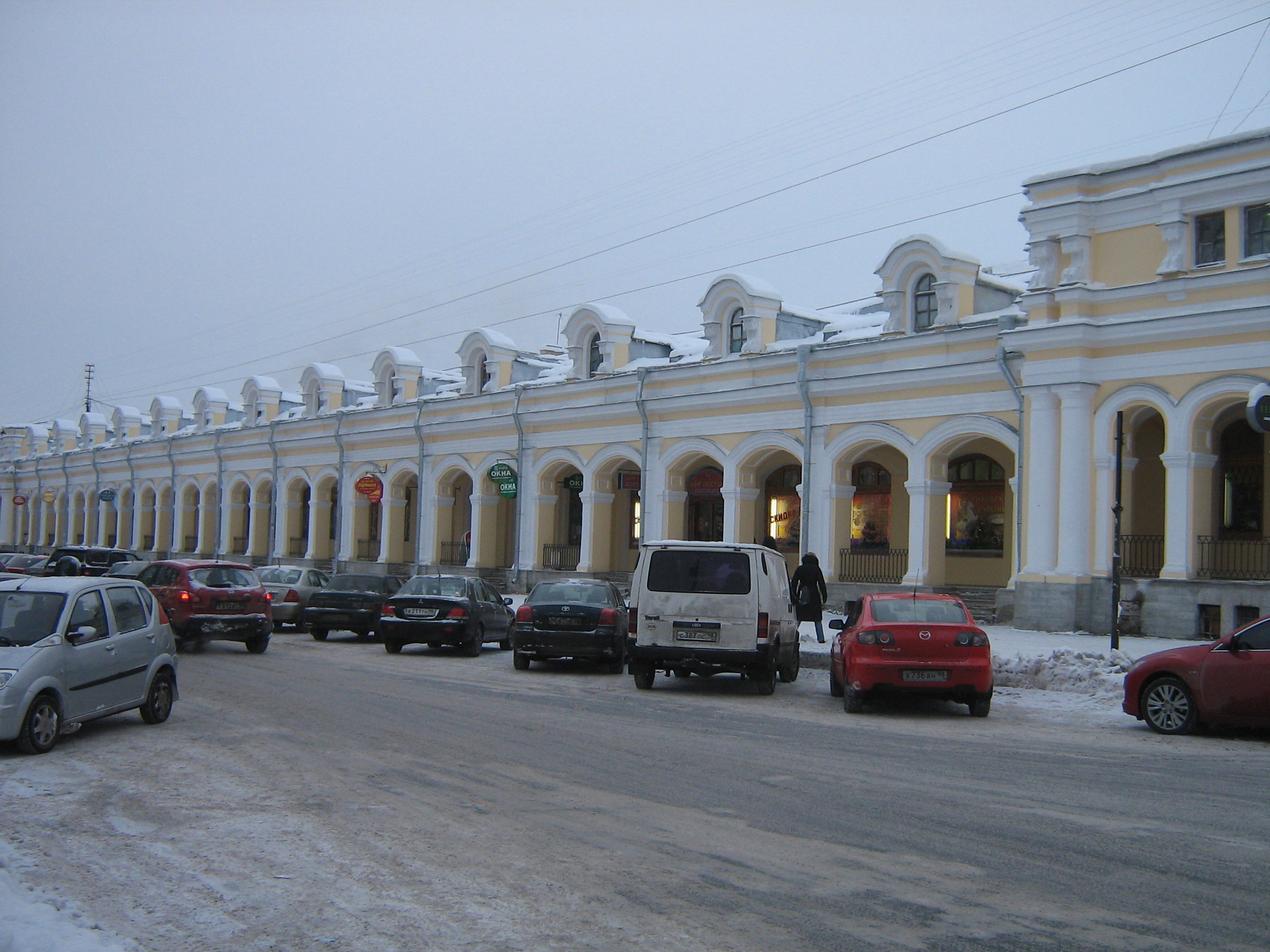
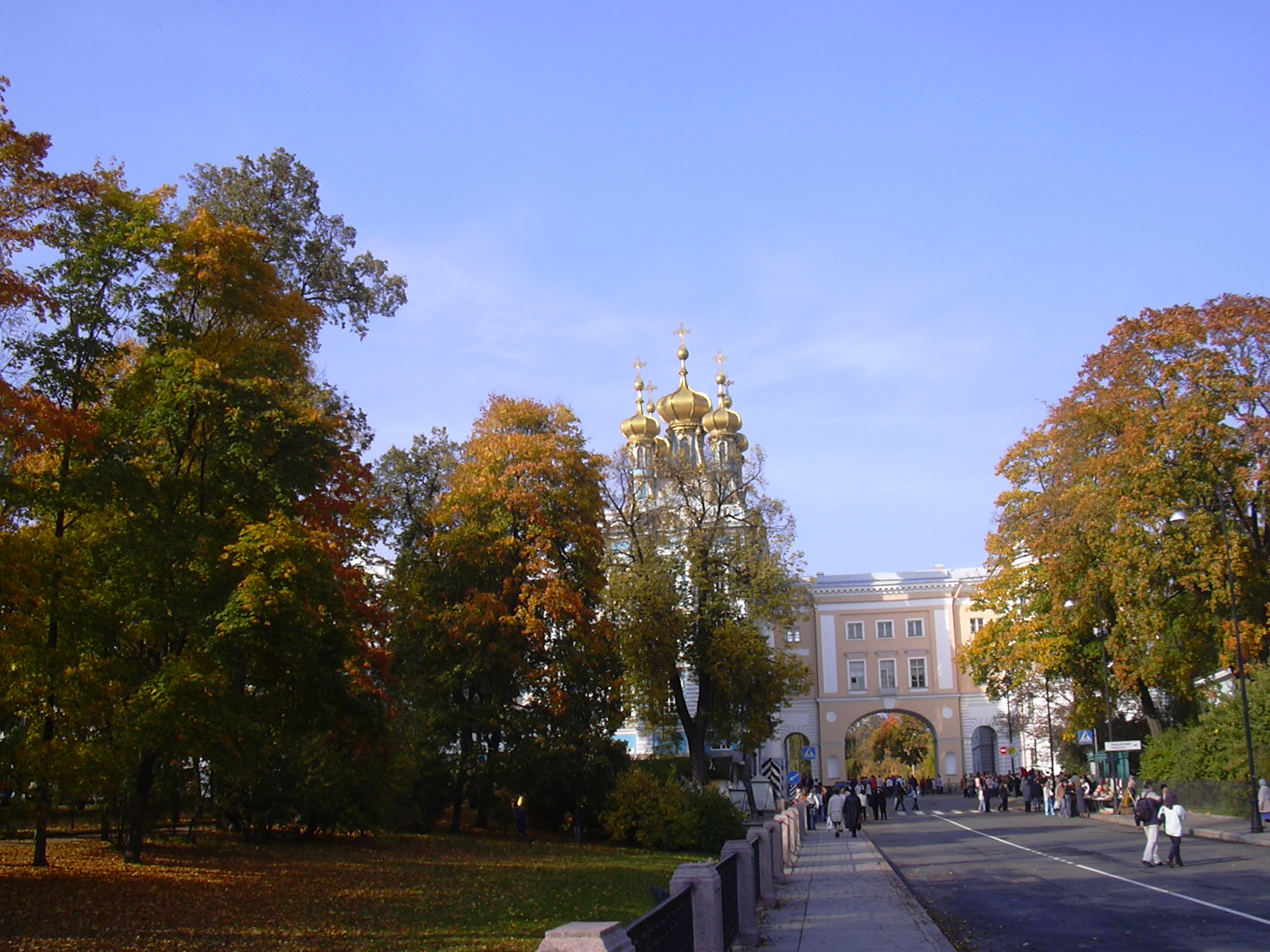
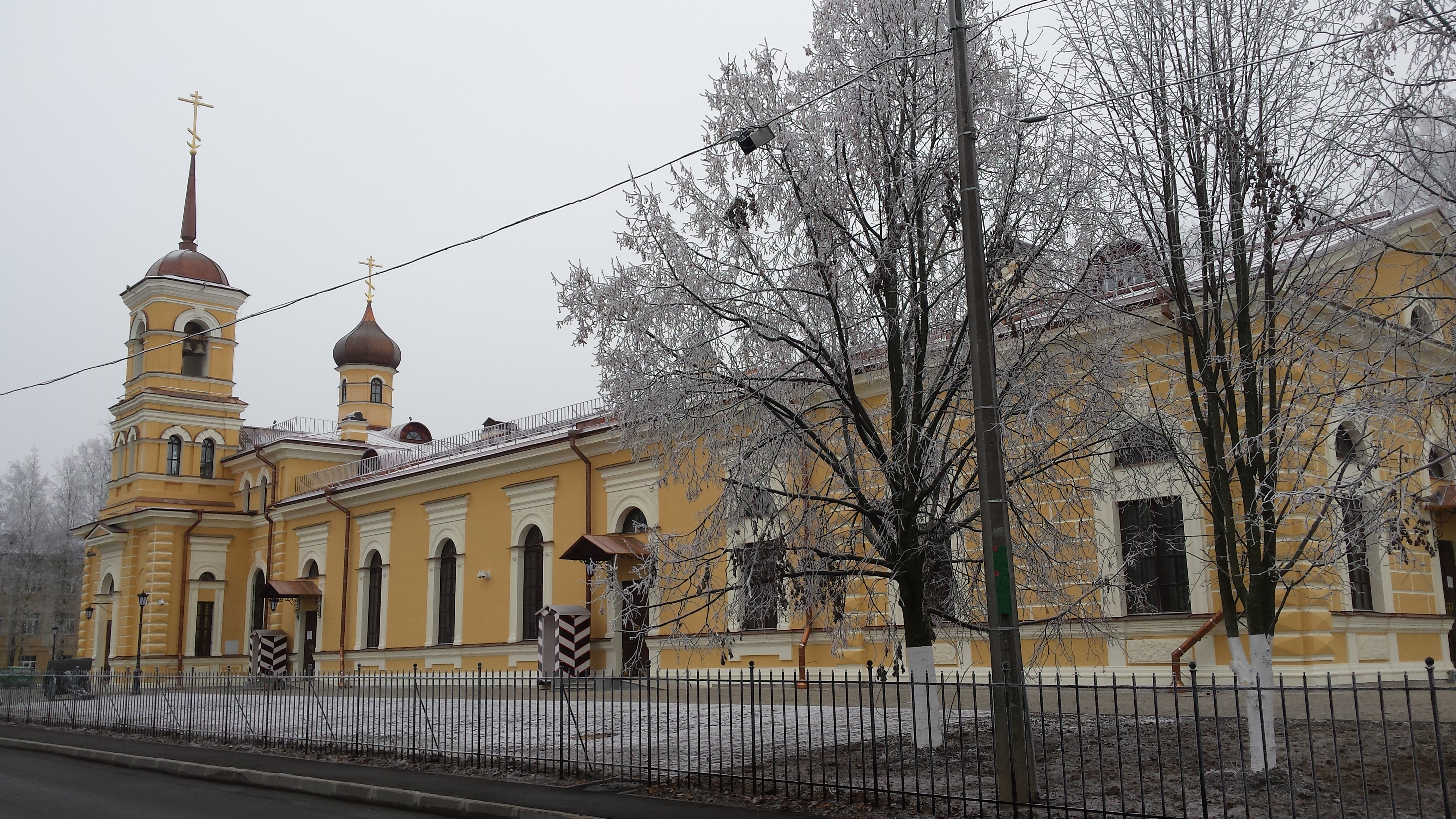
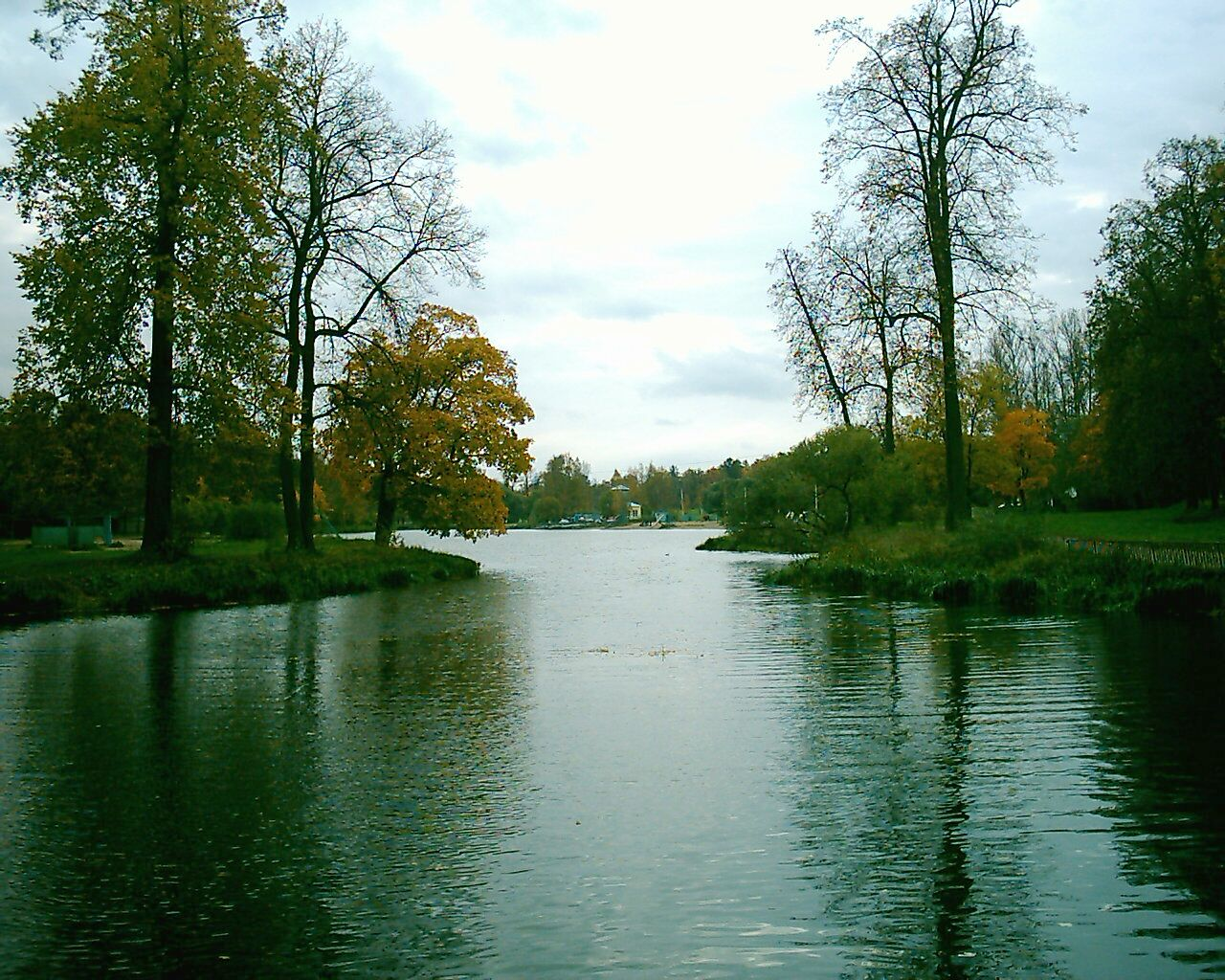